# 丁未七賊
丁未七賊（ていびしちぞく）は、ハーグ密使事件（1907年、干支で丁未）の後に、高宗の退位に関与した韓国（大韓帝国）の七人の閣僚のこと。
- 李完用 (이완용) - 内閣総理大臣。
- 宋秉畯 (송병준) - 農商工部大臣。
- 李秉武 (이병무) - 軍部大臣。
- 高永喜 (고영희) - 度支部大臣。
- 趙重応 (조중응) - 法部大臣。
- 李載崑 (이재곤) - 学部大臣。
- 任善準 (임선준) - 内部大臣。

官職はいずれも当時のもの。
現代の韓国においては、チニルパ（親日派、売国奴）とされ、政治的な忌避の対象となっている。